# Факторизація многочленів
Факториза́ція многочле́на — подання многочлена у вигляді добутку многочленів менших степенів.
Основна теорема алгебри стверджує, що кожен многочлен над полем комплексних чисел можна подати у вигляді добутку лінійних многочленів, причому єдиним чином з точністю до сталого множника та порядку слідування співмножників.
Протилежністю факторизації многочленів є їх розширення, перемноження поліноміальних множників для отримання «розширеного» многочлена, записаного у вигляді суми доданків.

## Квадратичні многочлени

Ілюстрація многочлена, де дорівнює і дорівнює.

Будь-який квадратичний многочлен на комплексних числах (многочлени вигляду {\displaystyle ax^{2}+bx+c}, де: {\displaystyle a}, {\displaystyle b}, і {\displaystyle c} ∈ {\displaystyle \mathbb {C} }) можна факторизувати виразами вигляду {\displaystyle a(x-\alpha )(x-\beta )\ }, використовуючи квадратне рівняння. Цей метод використовують так:
{\displaystyle {\begin{aligned}ax^{2}+bx+c&=a(x-\alpha )(x-\beta )\\&=a\left(x-{\frac {-b+{\sqrt {b^{2}-4ac}}}{2a}}\right)\left(x-{\frac {-b-{\sqrt {b^{2}-4ac}}}{2a}}\right),\end{aligned}}}
де {\displaystyle \alpha } і {\displaystyle \beta } — два корені многочлена, знайдені при розв'язуванні квадратного рівняння.

### Многочлени на цілих числах
{\displaystyle (mx+p)(nx+q),}
де:
{\displaystyle mn=a,\ pq=c}
і
{\displaystyle pn+mq=b.}
Можна кожен двочлен прирівняти до нуля і знайти для {\displaystyle x} два корені. При факторизації достатньо використати саме ці формули для розв'язування квадратного рівняння. Візьмемо для прикладу рівняння {\displaystyle 2x^{2}-5x+2=0}. Оскільки {\displaystyle a=2} і {\displaystyle mn=a}, {\displaystyle mn=2}, що означає, що {\displaystyle m} і {\displaystyle n} дорівнюють 1 і 2. Тепер ми маємо {\displaystyle (2x+p)(x+q)=0}. Оскільки {\displaystyle c=2} і {\displaystyle pq=c}, {\displaystyle pq=2}, що означає, що p і q дорівнюють 1 і 2, або один з них −1, а інший −2. Підставляючи 1 та 2, або −1 і −2 замість p і q (оскільки {\displaystyle pn+mq=b}), бачимо, що {\displaystyle 2x^{2}-5x+2=0} факторизується в {\displaystyle (2x-1)(x-2)=0}, даючи корені {\displaystyle x=\{0,5;2\}}.
Зауваження: швидкий спосіб визначення, чи є другий член додатним, чи від'ємним (як у наведеному прикладі, 1 і 2 чи − 1 і − 2) полягає у перевірці другої операції тричлена (+ чи −). Якщо стоїть +, то перевіряємо першу операцію: якщо вона теж +, член буде додатним, а якщо операція −, то член буде від'ємним. Якщо друга операція − то один член буде додатним, другий — від'ємним. Така перевірка є єдиним способом визначення який член буде додатним, а який від'ємним.
Якщо многочлен із цілими коефіцієнтами має дискримінант, який є повним квадратом, то многочлен факторизується цілими числами.
Розглянемо, наприклад, поліном {\displaystyle 2x^{2}+2x-12}. Якщо підставити значення у квадратичну формулу, то дискримінант {\displaystyle b^{2}-4ac} буде {\displaystyle 2^{2}-4\cdot 2\cdot (-12)} і дорівнює 100. Число 100 є повним квадратом, тому поліном {\displaystyle 2x^{2}+2x-12} факторизується цілими числами; ці фактори дорівнюють 2, {\displaystyle (x-2)} та {\displaystyle (x+3)}.
Тепер розглянемо поліном {\displaystyle x^{2}+93x-2}. Його дискримінант {\displaystyle 93^{2}-4\cdot 1\cdot (-2)} дорівнює 8657, що не є повним квадратом. Тому вираз {\displaystyle x^{2}+93x-2} неможливо факторизувати цілими числами.

### Повний квадратний тричлен

Ілюстрація ідентичності

Деякі квадратні тричлени можна факторизувати двома однаковими двочленами. Їх називають повними квадратними тричленами. Повний квадратний тричлен можна факторизувати так:
{\displaystyle a^{2}+2ab+b^{2}=(a+b)^{2},}
і
{\displaystyle a^{2}-2ab+b^{2}=(a-b)^{2}.}

### Сума/різниця двох квадратів
Інший загальний метод алгебричної факторизації називають різницею двох квадратів. Він полягає у застосуванні формули
{\displaystyle a^{2}-b^{2}=(a+b)(a-b),}
У випадку додавання обидва двочлени матимуть уявний член:
{\displaystyle a^{2}+b^{2}=(a+bi)(a-bi).}
Наприклад, {\displaystyle 4x^{2}+49} можна факторизувати як {\displaystyle (2x+7i)(2x-7i)}.

### Групування
Ще одним методом розкладання на множники деяких многочленів є факторизація групованням.
Факторизація групуванням робиться шляхом розташування членів многочлена на дві або більше груп, кожну з яких можна факторизувати відомим способом. Результати цих факторизацій іноді можна скомбінувати так, щоб отримати простіший вираз. Наприклад, щоб факторизувати многочлен
{\displaystyle 4x^{2}+20x+3yx+15y},
згрупуємо подібні члени: {\displaystyle (4x^{2}+20x)+(3yx+15y)},
факторизуємо через найбільший спільний дільник {\displaystyle 4x(x+5)+3y(x+5)}
і факторизуємо на біноми {\displaystyle (x+5)(4x+3y)}

### AC метод
Якщо квадратний тричлен має корені на раціональних числах, можна знайти p і q такі, що {\displaystyle pq=ac} і {\displaystyle p+q=b}. (Якщо дискримінант є квадратом числа, то вони існують, інакше ми матимемо ірраціональні або комплексні корені, і припущення про раціональний корінь є неприпустимим.)
{\displaystyle {\begin{aligned}ax^{2}+bx+c&={\frac {a^{2}x^{2}+abx+ac}{a}}&={\frac {(ax+p)(ax+q)}{a}}\end{aligned}}}
Верхні члени будуть мати спільні фактори, які можна використати для позбавлення від знаменника, якщо він не дорівнює 1. Як приклад розглянемо квадратичний многочлен
{\displaystyle {\begin{aligned}6x^{2}+13x+6\end{aligned}}}
Перевірка факторів {\displaystyle ac=36} приводить до {\displaystyle 4+9=13=b}.
{\displaystyle {\begin{aligned}6x^{2}+13x+6&={\frac {(6x+4)(6x+9)}{6}}\\&={\frac {2(3x+2)(3)(2x+3)}{6}}\\&=(3x+2)(2x+3)\end{aligned}}}

## Інші многочлени

### Сума/різниця двох кубів
Виконаємо факторизацію суми та різниці двох кубів. Суму двох кубів можна подати у вигляді:
{\displaystyle a^{3}+b^{3}=(a+b)(a^{2}-ab+b^{2}),}
а різницю:
{\displaystyle a^{3}-b^{3}=(a-b)(a^{2}+ab+b^{2}).}
Наприклад, {\displaystyle x^{3}-10^{3}} (або {\displaystyle x^{3}-1000}) можна факторизувати у вигляді: {\displaystyle (x-10)(x^{2}+10x+100)}.